# Костецька Тамара Степанівна
Костецька Тамара Степанівна( 19 травня 1940 року , с. Заліське, Тальнівського району Черкаської області) –  поетеса,  членкиня  Національної спілки письменників України (1977).

## Життєпис
Костецька Тамара Степанівна народилась 19 травня 1940 року у с. Заліське, Тальнівського району Черкаської області у родині медиків. Дитинство пройшло у селі Бишів на Київщині. Там почала писати вірші. Після школи працювала кореспондентом газети «Молода гвардія» і навчалася на редакторському відділенні факультету журналістики. Закінчила Київську вечірню філію Українського поліграфічного інституту  у 1972 році. Костецька Т.С. працювала журналісткою  редакції видавництва «Веселка» у 1985–1986 роках та 1993–1994 роках. Також працювала в газетах «Комсомольское знамя», «Вечірній Київ», «Друг читача». Потім була літературним редактором у Жовтневому палаці культури, редактором у видавництві дитячої літератури «Веселка», друкувалася у періодичних виданнях.

## Творчість
Костецька Тамара надрукувала перші твори у 1963 році у районній газеті «Ленінська зоря». Головна тематика творів письменнці -філософські роздуми про смисл життя. Вона утверджує засади людяності, гуманізму, намагається віднайти глибинну філософію буття.
Костецька Тамара - авторка збірок «Полювання на зірку» (1969), «Поклик» (1975),  роману «Цілителька, або Дай, Боже, здоров'я нашій медицині» (2012 ). Тамара Костецька відома яе перекладачка. У її перекладі вийшла збірка повістей В. Степаненка «Замарайко» (К., 1991).